# Syed Abu Nasar
Syed Abu Nasar (25 de dezembro de 1932 — 29 de janeiro de 2012) foi um engenheiro eletricista indiano.
Foi professor emérito da cátedra James R. Boyd de engenharia elétrica da Universidade do Kentucky. Nasceu na Índia e obteve o doutorado na Universidade da Califórnia em Berkeley, em 1963. Suas pesquisas foram dedicadas a motores elétricos. Foi chefe do Departamento de Engenharia Elétrica da Universidade do Kentucky, de 1989 a 1997.
Recebeu o Prêmio Nikola Tesla IEEE de 2000, "por liderança na pesquisa, desenvolvimento e projeto de sistemas lineares e máquinas rotativas e contribuições para educação em engenharia elétrica".

## Obras
- Ion Boldea e Syed A. Nasar, The Induction Machines Design Handbook
- Syed A. Nasar, 2008+ Solved Problems in Electromagnetics
- Ion Boldea e Syed A. Nasar, Electric Drives
- Ion Boldea e Syed A. Nasar,Vector Control of AC Drives